# AirTanker Services
AirTanker Services Limited är ett brittiskt privatägt flygbolag som Royal Air Force kontrakterat för att äga och flyga Airbus A330 MRTT i lufttankningsutförande. De flyger även reguljära flygningar till Falklandsöarna.